# Bartolomeo Pacca (1817–1880)
Bartolomeo Pacca (ur. 25 lutego 1817 w Benewencie, zm. 14 października 1880 w Grottaferracie) – włoski duchowny katolicki, kardynał, bratanek dyplomaty Tiberio Pacci i prabratanek kardynała Bartolomeo Pacci starszego.
Święcenia kapłańskie przyjął 6 czerwca 1841. W latach 1868–1875 był prefektem Domu Papieskiego. 15 marca 1875 Pius IX kreował go kardynałem in pectore (nominacja została ogłoszona 17 września 1875), a 23 września 1875 nadał mu tytularną diakonię Santa Maria in Portico Campitelli. Wziął udział w Konklawe 1878, wybierającym Leona XIII.